# Kongosvala
Kongosvala (Phedinopsis brazzae) är en centralafrikansk fågel i familjen svalor inom ordningen tättingar. Den förekommer vid och häckar intill floder. Trots att den är rätt dåligt känd tros den vara vanligt förekommande och beståndet anses vara livskraftigt. 

## Utseende och levnadssätt
Kongosvala är 12 cm lång och gråbrun på överdelen, kraftigt svartfläckigt vit på underdelen och med brunaktig färg på bröstfjädrarna. De båda könen är likartade, men juvenila individer har mer diffusa fläckar och rödaktigt bruna kanter på de fjädrar som sitter på ryggen och på vingarna. Sången består av en serie med korta toner med stigande tonhöjd, följd av ett komplext surr som ibland följs av ett antal klick-ljud. Den formar flockar som är uppblandade med andra svalor, men kan lätt identifieras genom sin kombination av brun överdel, fläckig underdel och rektangulär stjärt. Lätet är okänt.
Kongosvalan häckar i gropar vid flodstränder och lägger vanligen tre vita ägg i boet. Den här fågeln lever av flygande insekter, inklusive termiter och kan jaga ovanför flodvattnet eller över öppen savann.

## Utbredning och systematik
Fågeln förekommer lokalt längs floder i sydvästra Demokratiska republiken Kongo och nordöstra Angola (Lunda). Den behandlas som monotypisk, det vill säga att den inte delas in i några underarter. Arten placeras traditionellt i släktet Phedina, men förs allt oftare till det egna släktet Phedinopsis på grund av kraftiga skillnader i läten och häckningsbiologi från madagaskarsvalan (Phedina borbonica).

## Status och hot
Arten har ett stort utbredningsområde, men tros minska i antal, dock inte tillräckligt kraftigt för att den ska betraktas som hotad. Internationella naturvårdsunionen IUCN listar arten som livskraftig (LC).

## Namn
Artens vetenskapliga namn hedrar Pierre Savorgnan de Brazza, italiensk naturforskare, upptäcktsresande och samlare verksam i Kongo 1883-1884. Fram tills nyligen kallades den även brazzasvala på svenska, men justerades 2022 till ett enklare och mer informativt namn av BirdLife Sveriges taxonomikommitté.